# Calinda (Caria)

Mapa de Caria donde figura la ubicación de Calinda, en la zona meridional de la región, cerca de Cauno.

Calinda (en griego antiguo, Κάλυνδα) fue una antigua ciudad griega de Caria.
Heródoto cita en el libro VIII de su Historia que, en la Batalla de Salamina del año 480 a. C., cuando Artemisia, luchando al lado de los persas, iba a bordo de una nave y era perseguida por una nave griega, su nave embistió, por motivos desconocidos, a una nave de hombres calindeos (que eran aliados de los persas) donde iba su rey, Damasítimo. Al hundirla, el comandante de la nave ateniense, al creer que la nave de Artemisia era griega o que tal vez había desertado de los persas, dejó de perseguir a la de Artemisia.
Calinda perteneció a la Liga de Delos puesto que aparece mencionada en registros de tributos a Atenas entre los años 444/3 y 440/39 a. C.
Polibio menciona que, en torno a los años 164/3 a. C. hubo una revuelta de los calindeos contra la ciudad de Cauno y entonces los caunios asediaron Calinda. Calinda solicitó la ayuda de la ciudad de Cnido, que acudió en su socorro, y más tarde, que temían por su futuro, decidieron entregar la ciudad a Rodas. Los rodios acudieron en ayuda de Calinda, consiguieron que se levantara el asedio que sufrían y ocuparon la ciudad. Posteriormente Rodas envió a Roma a Cleágoras como mensajero para solicitar formalmente que se les fuera adjudicada la ciudad de Calinda, lo cual fue concedido por el Senado romano.
Estrabón  señala que se encontraba a sesenta estadios del mar, cerca de Cauno.